# 弗朗索瓦·韦耶尔冈斯
弗朗索瓦·韦耶尔冈斯（法語：François Weyergans，發音：[fʁɑ̃swa vɛjɛʁɡɑ̃s]，1941年8月2日—2019年5月27日）是比利時小說家、電影導演。2005年，獲得龔固爾獎。2009年，獲選為法兰西学术院院士。

## 著作一覽
- 母親家的三日

等

## 外部連結
- Biography,complete bibliography and citations of François Weyergans, in French （页面存档备份，存于）